# 酸風小凱傑介
酸風小凱傑介（学名：Keijella suanfenga）为粗面介科小凱傑介屬下的一个种。